# Bjelovar
Bjelovar (Hongaars: Belovár; Duits: Bellowar)  is een stad in centraal Kroatië met een inwoneraantal van (per 2001) 41.869. Het is de provinciehoofdstad van de provincie Bjelovar-Bilogora
Bjelovar is een van de nieuwere steden in centraal Kroatië, aangezien het in 1413 genoemd werd, maar pas in 1756 belangrijk werd, toen men hier een fort bouwde. Dit fort werd gebouwd op verzoek van de Habsburgse Maria Theresa. De stad had als doel centraal Kroatië te verdedigen tegen de Turkse invasies.
Pas na de oorlogen werd de stad in 1874 door de ban Ivan Mažuranić uitgeroepen tot vrijstad.

## Plaatsen in de gemeente
Bjelovar, Breza, Brezovac, Ciglena, Galovac, Gornji Tomaš, Gudovac, Klokočevac, Kokinac, Kupinovac, Letičani, Mala Ciglena, Malo Korenovo, Novi Pavljani, Novoseljani, Obrovnica, Patkovac, Plavnice Gornje, Plavnice Stare, Prespa, Prgomelje, Prokljuvani, Puričani, Rajić, Stančići, Stari Pavljani, Tomaš, Trojstveni Markovac, Veliko Korenovo, Zvijerci en Ždralovi.

## Geboren in Bjelovar
- Zvonimir Janko (1932-2022), wiskundige
- Hrvoje Horvat (1946), handballer
- Ognjen Vukojević (1983), voetballer

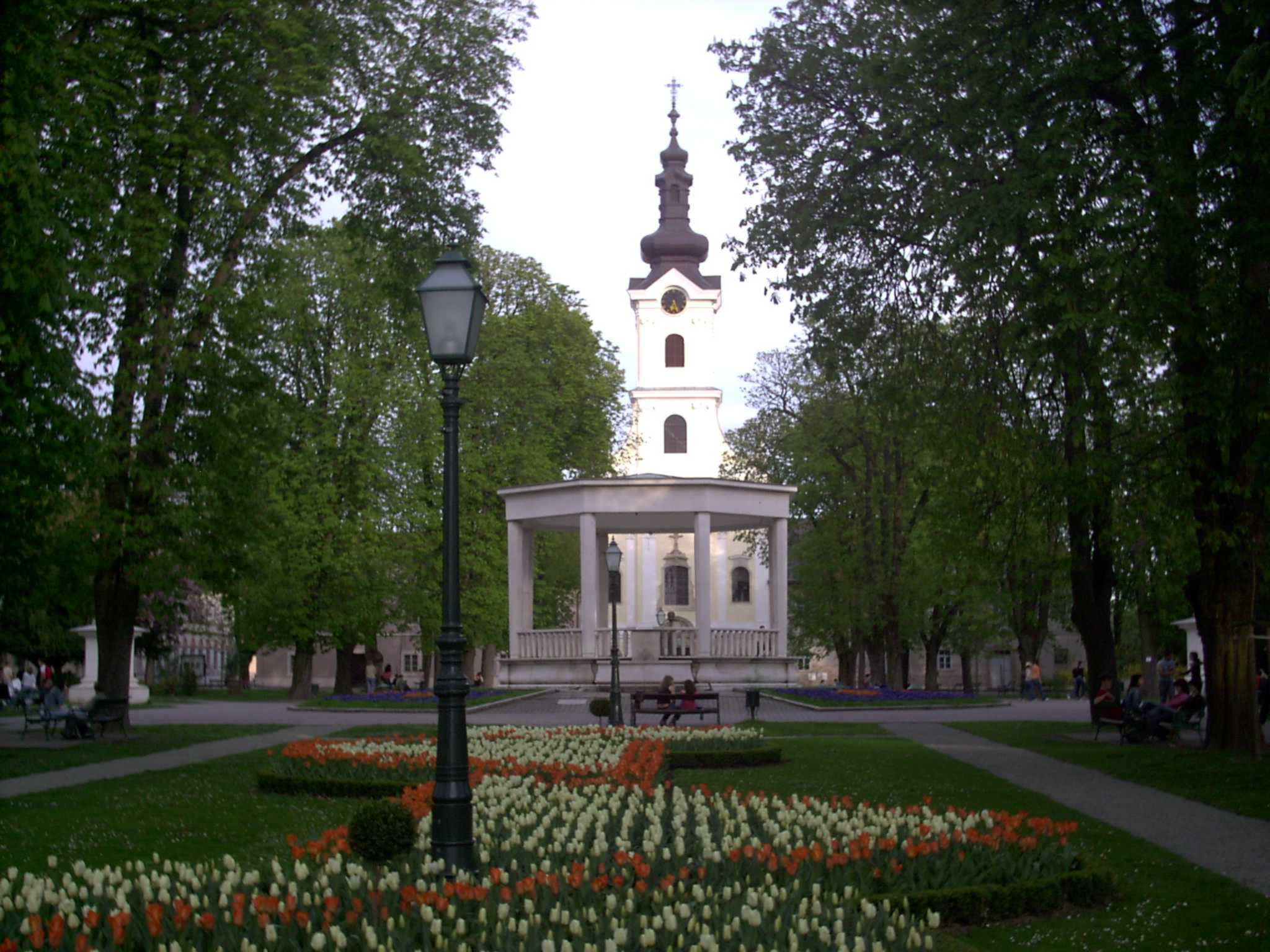
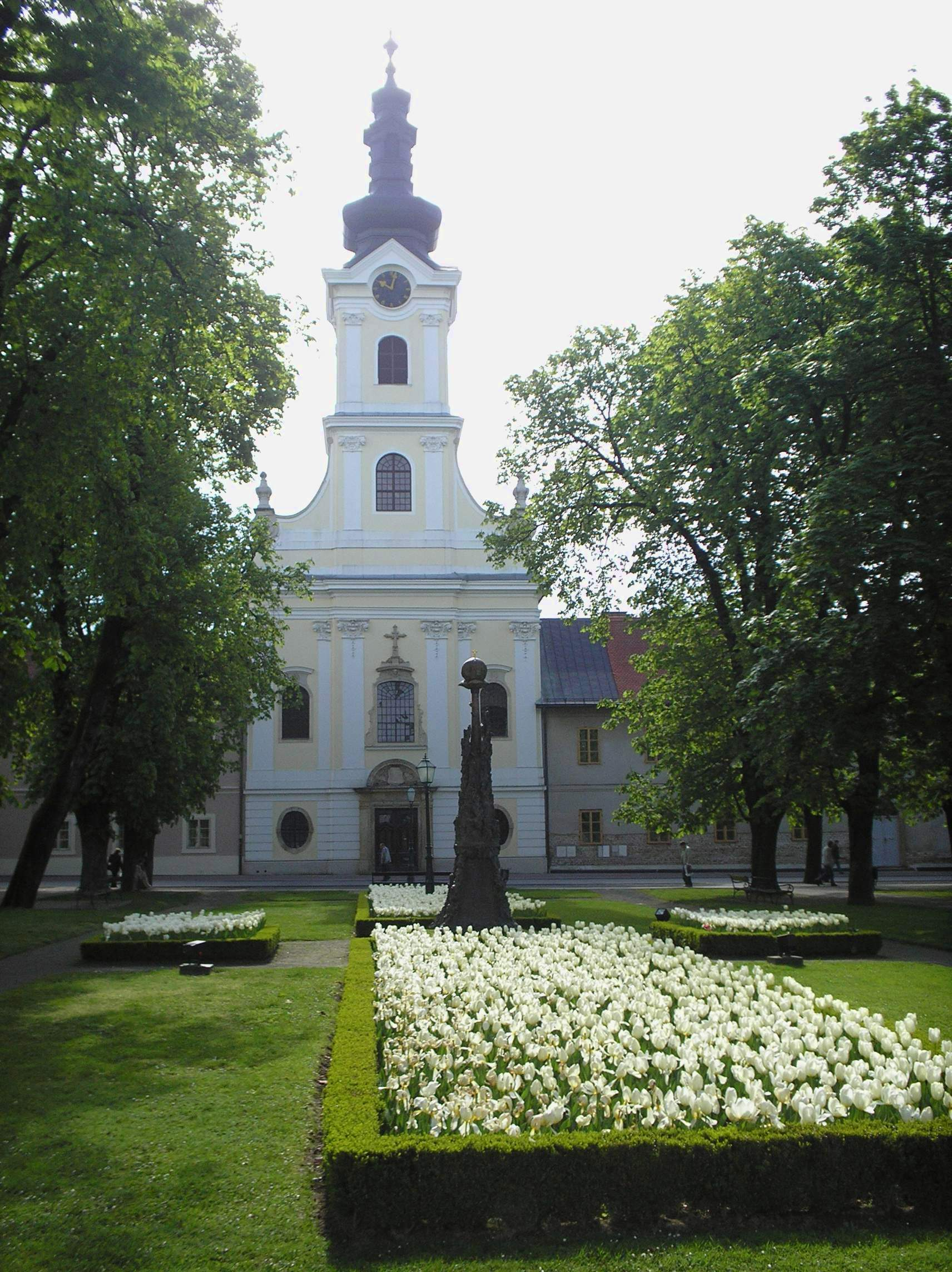
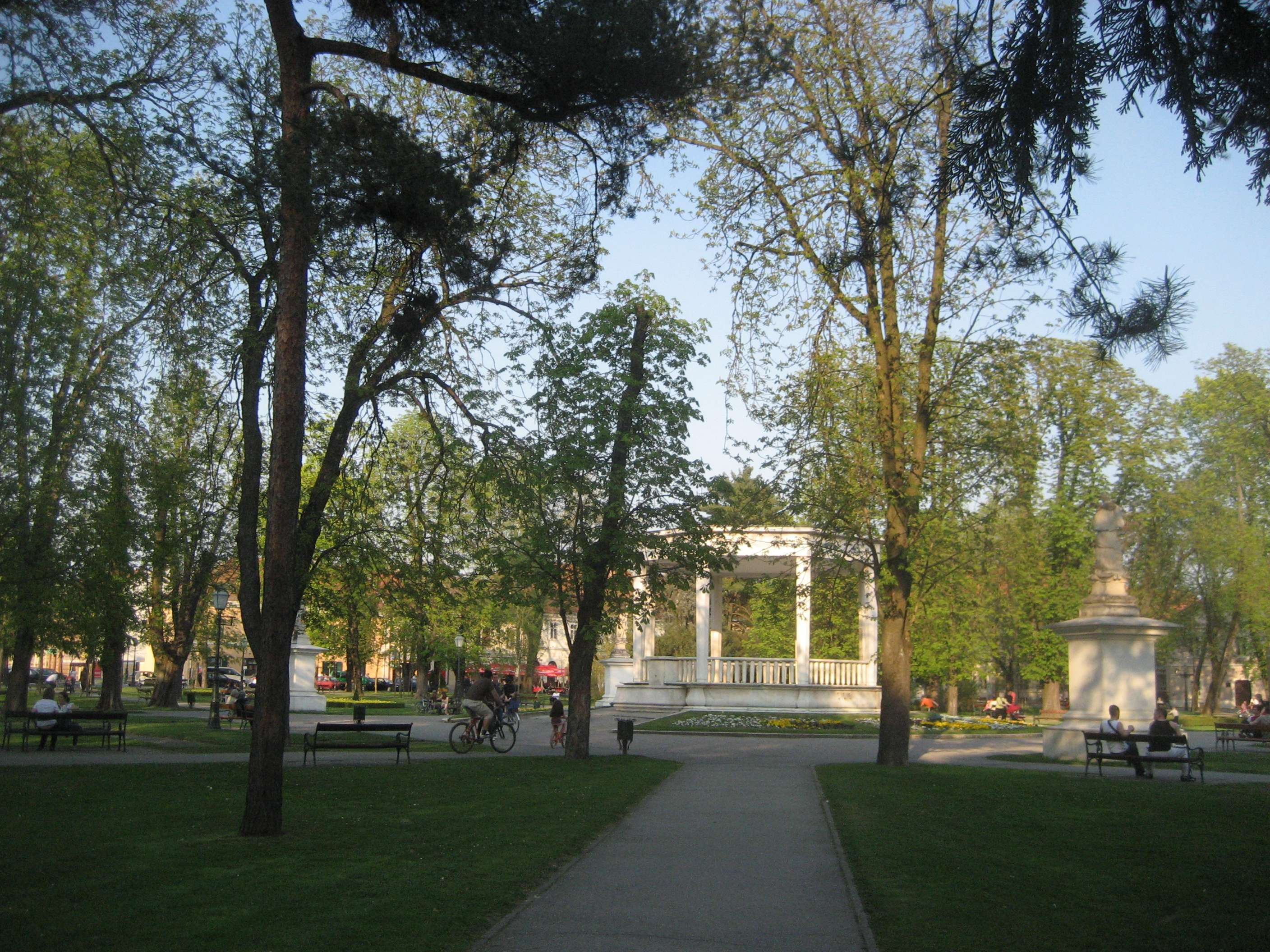
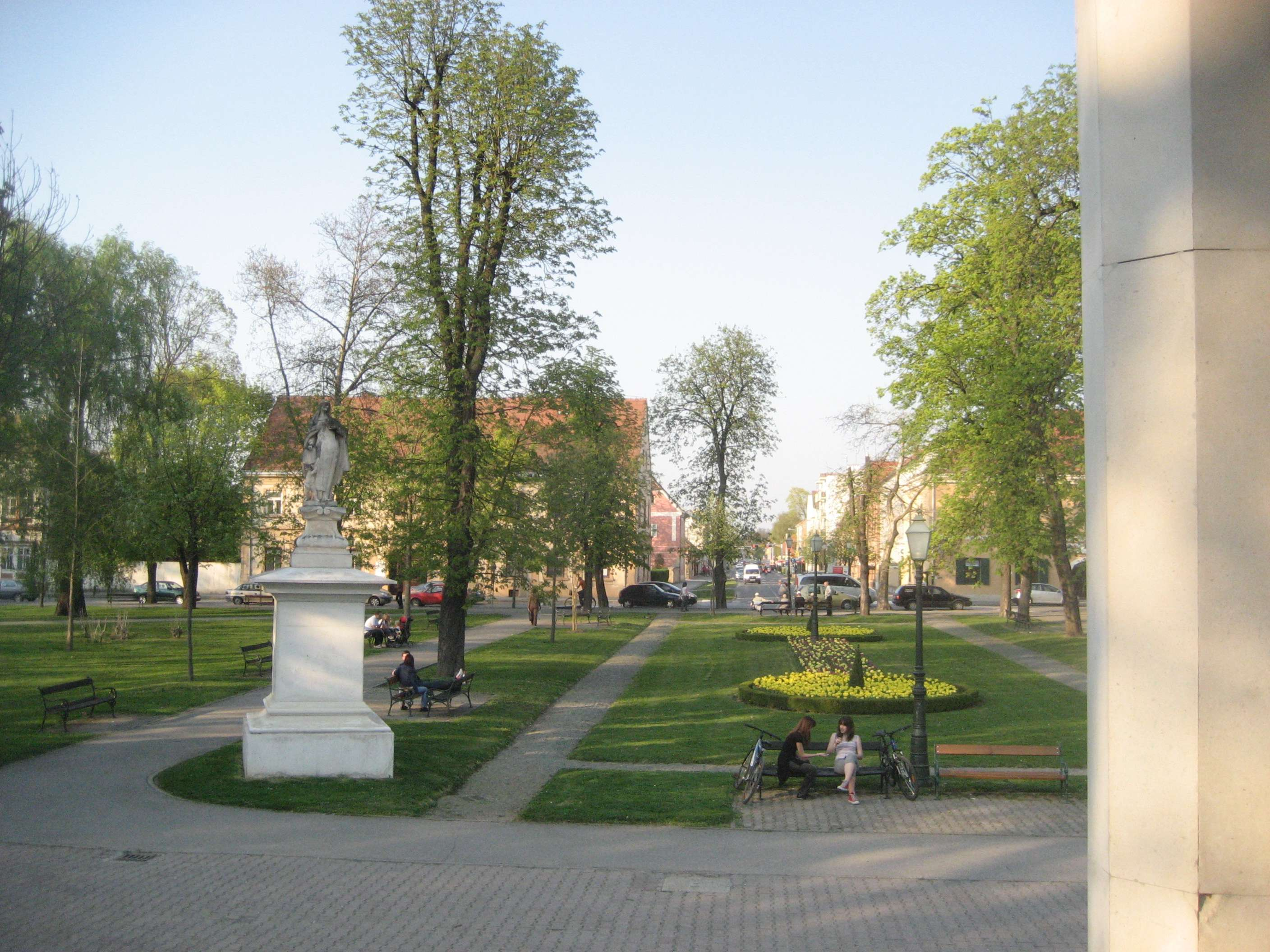
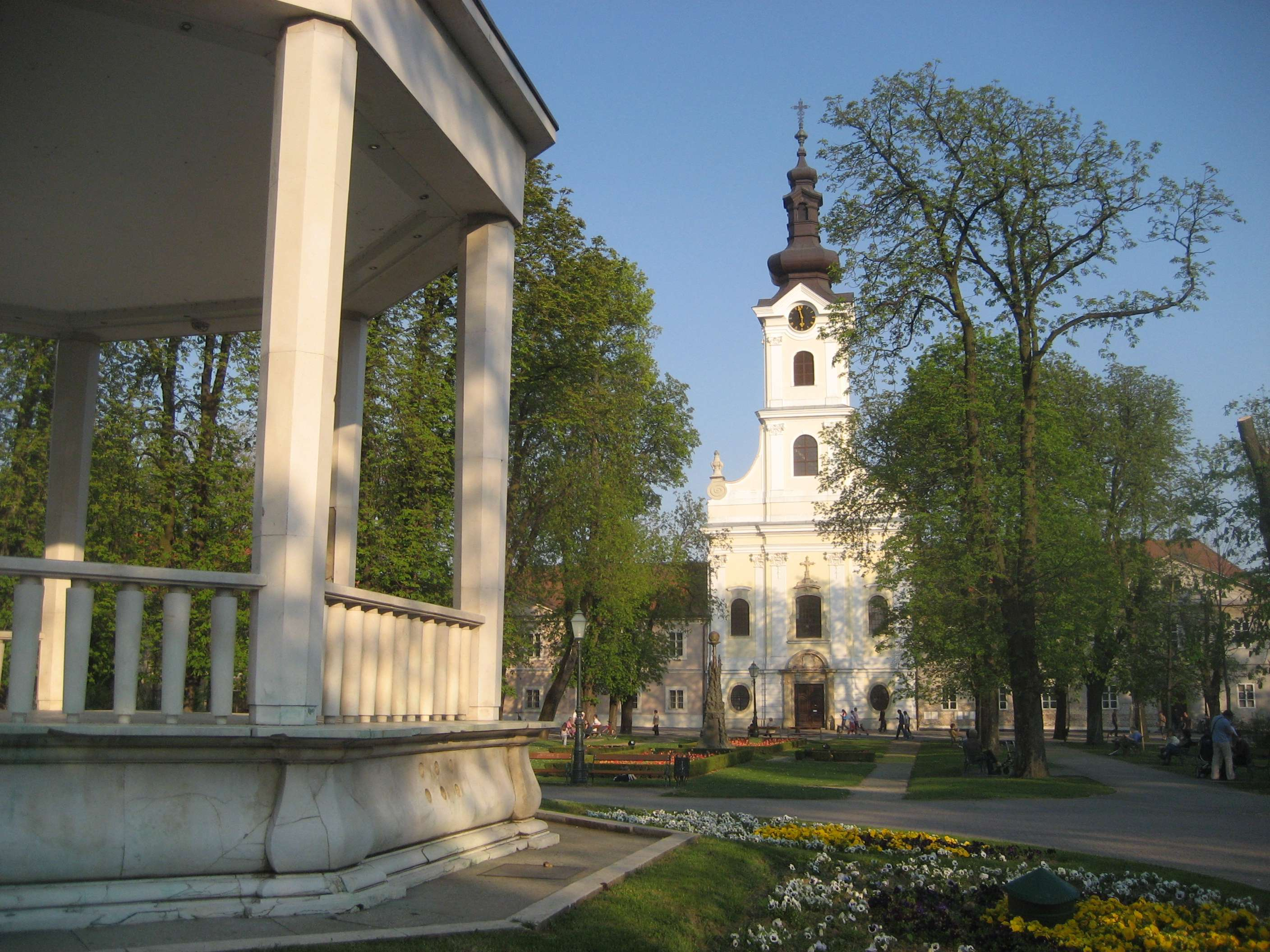
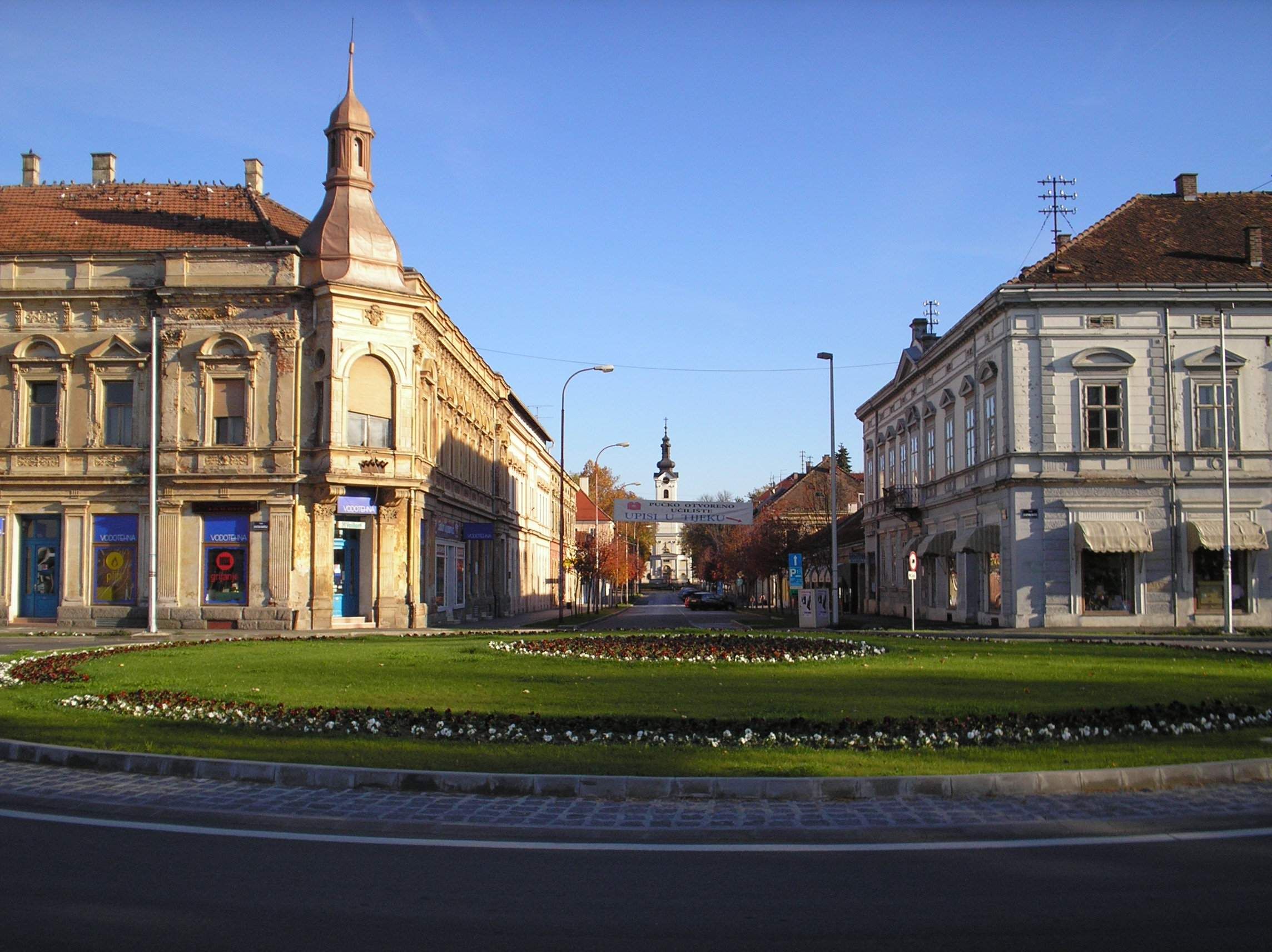
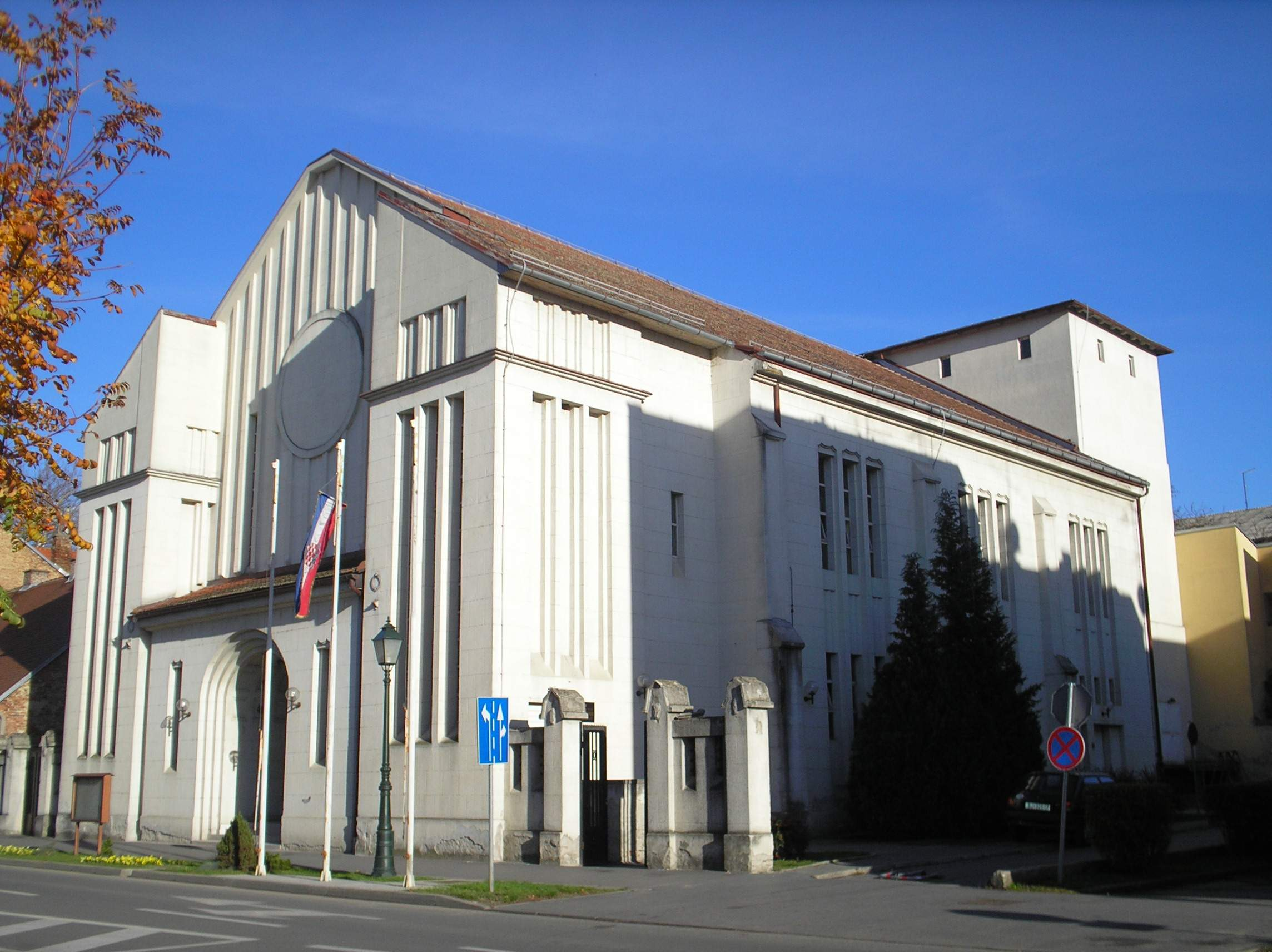
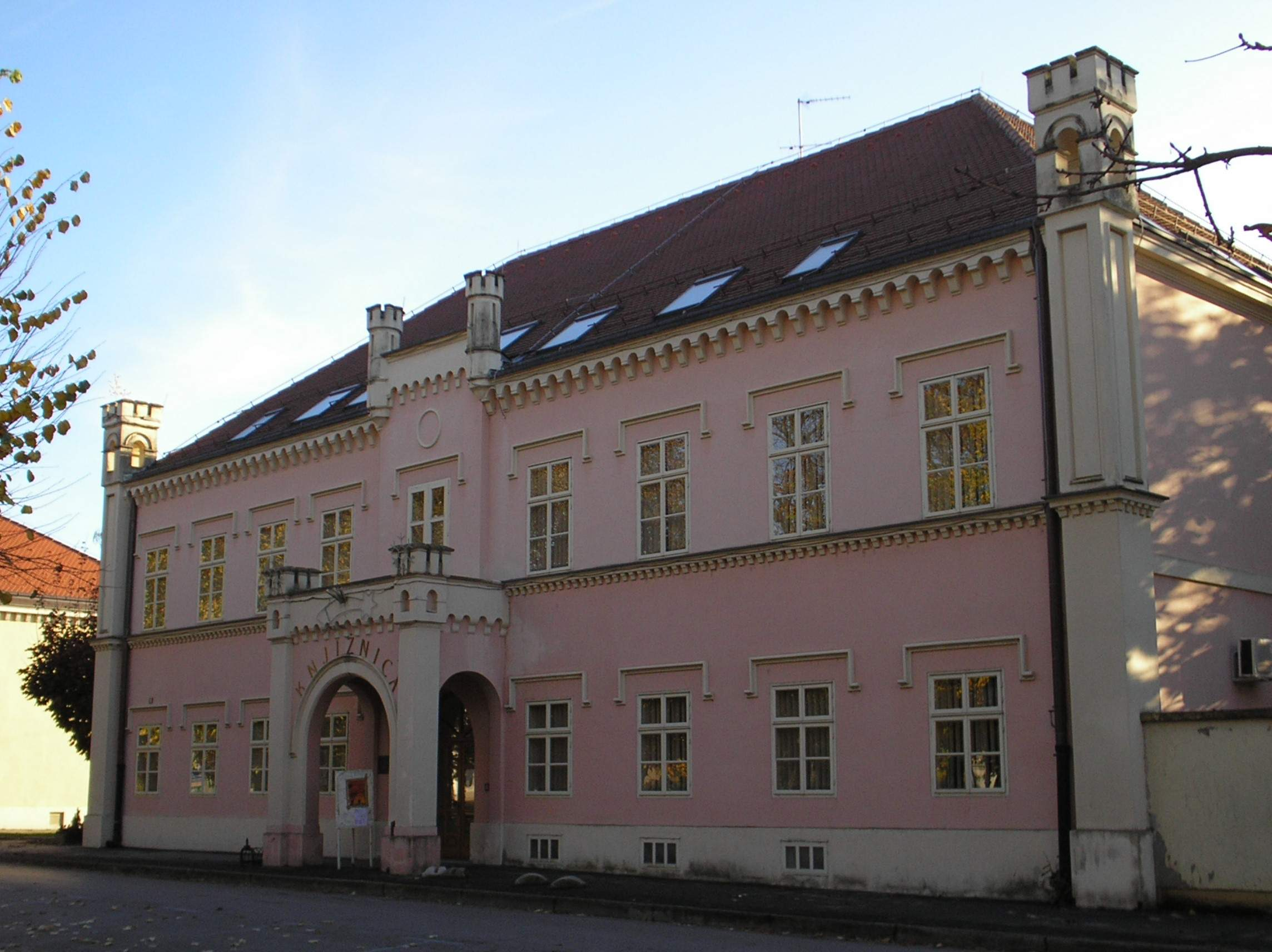
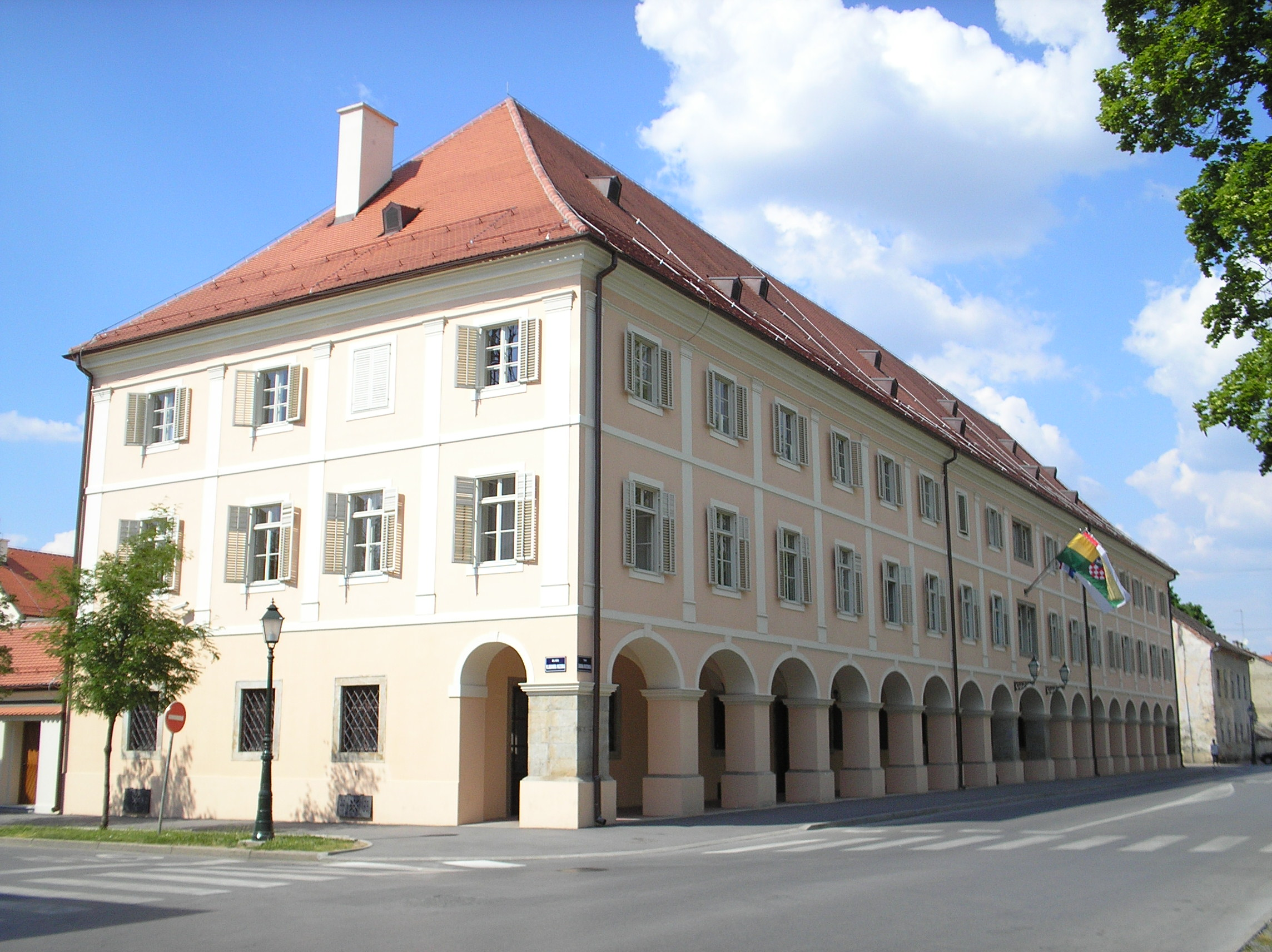
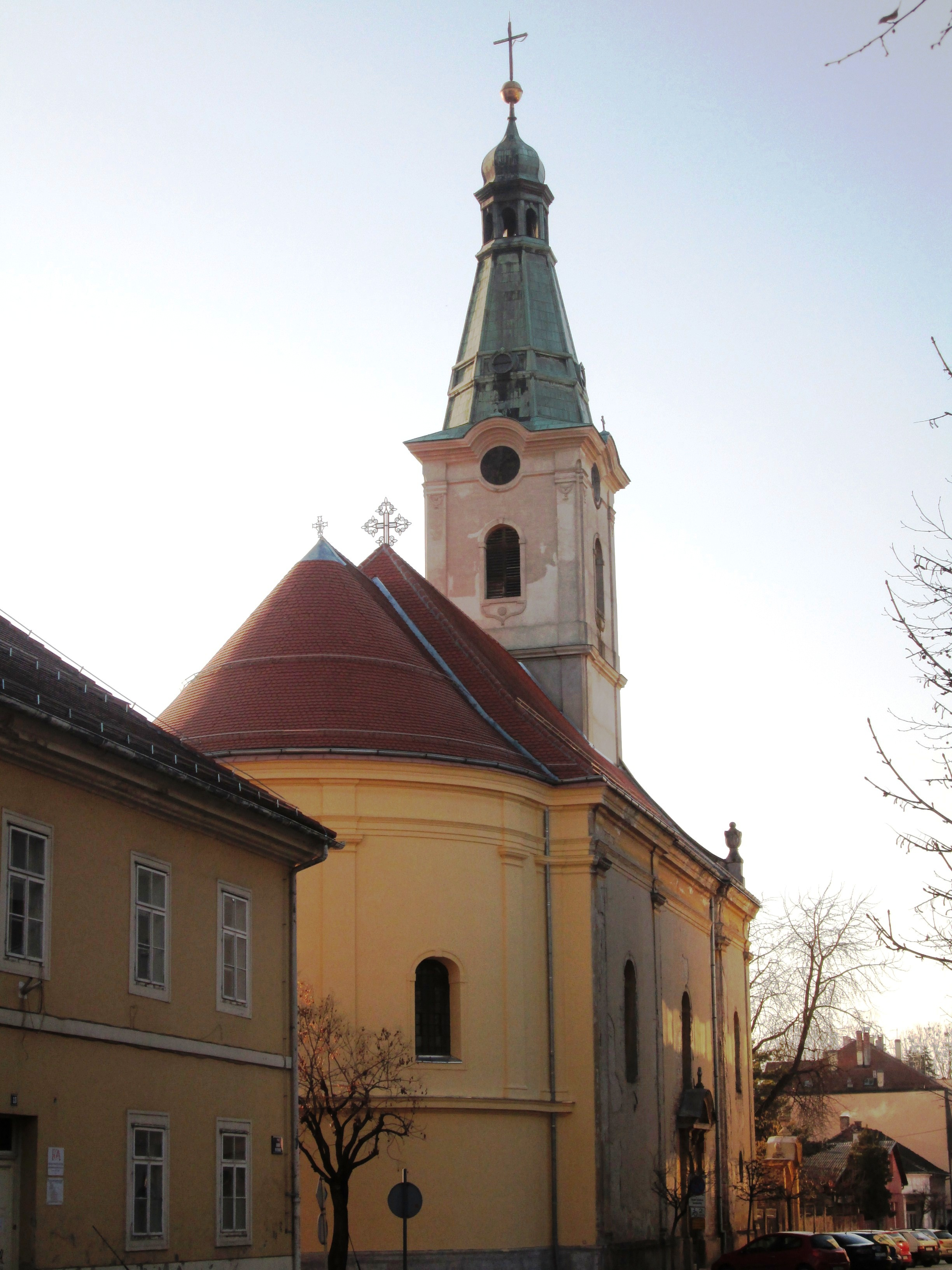

Steden (gradovi): Bjelovar · Čazma · Daruvar · Garešnica · Grubišno Polje

Gemeenten (općine): Berek · Dežanovac · Đulovac · Hercegovac · Ivanska · Kapela · Končanica · Nova Rača · Rovišće · Severin · Sirač · Šandrovac · Štefanje · Velika Pisanica · Velika Trnovitica · Veliki Grđevac · Veliko Trojstvo · Zrinski Topolovac
Bjelovar · Čakovec · Dubrovnik · Gospić · Karlovac · Koprivnica · Krapina · Osijek · Pazin · Požega · Rijeka · Šibenik · Sisak · Slavonski Brod · Split · Varaždin · Virovitica · Vukovar · Zadar · Zagreb